# Premecz Mátyás
Premecz Mátyás (Szeged, 1982. január 14. –) magyar zongorista, orgonista, zeneszerző.

## Életrajz
Hatéves kora óta foglalkozik a zenével. Mivel több családtagja is játszott a zongorán, így természetes volt, hogy szülei zeneiskolába iratták be. A Tóth Aladár Zeneiskolában tanult zongorázni, iskolai kórusokban is énekelt. Kaiser Adrienne volt a zongoratanára.
2000-ben kezdte meg jazz tanulmányait a Postás Művelődési Házban, ugyanebben az évben második helyezett lett szólista kategóriában a Jazz 2000 Gyermek- és Ifjúsági jazzfesztivál versenyén.
2002-ben belépett a Brass On Brass együttesbe, melyben Hudák Zsófiával, Bényei Tiborral, Mazura Jánossal, Fritz Józseffel és Fajszi Csanáddal játszott együtt.
2002-től 2007-ig a Liszt Ferenc Zenetudományi Egyetem jazz tanszakán végezte tanulmányait, mesterei voltak: Binder Károly, Borbély Mihály és László Attila.
2003-ban a Trio Quartet tagja lett, a zenekarral John Scofield és Medeski, Martin and Wood számok feldolgozásait játszották.
2006-ban szerezte meg informatikusi oklevelét a Műszaki Egyetemen.
2006-tól a Triton Electric Octopus zenekar tagja volt, melyben Vázsonyi Jánossal (szaxofon), Badics Márkkal (dob) és Herr Attilával (basszus) játszott. Ugyancsak játszott a 2006 nyarán megalakult a Barabás Lőrinc Eklektric zenekarban is. 2006-tól a Boogie & The Cry Baby zenekarnak is tagja.
Az állandó együttesek mellett szólóban is játszik és a Smárton trióban is gyakorta szerepelt vendégként, akárcsak az Egy Kiss Erzsi Zenében, utóbbi zenekar Kinono c. lemezén (2006) is közreműködött. 2007-ben zenélt Orszáczky Jackie-vel és zenekarával a magyarországi turnéjuk alkalmával, illetve az Irie Maffiával is.
Egyéb zenekarok: Mardi Grass Jazz Band, FunkFactory, Random Szerda a.k.a. Lámpás Zenekar a.k.a. Barabás Lőrinc és barátai, Mocsár Trió, Monophonic, Brass on Brass, Jerry Lee Lewis Memorial Band, Magányos Lelk, CRB - Radics Béla emlékzenekar.
Gyakran játszik Jimmy Smith, Reuben Wilson és Lonnie Smith számokat, de emellett saját szerzeményeket is komponál és ad elő.